# Kid Rock & The Twisted Brown Trucker Band

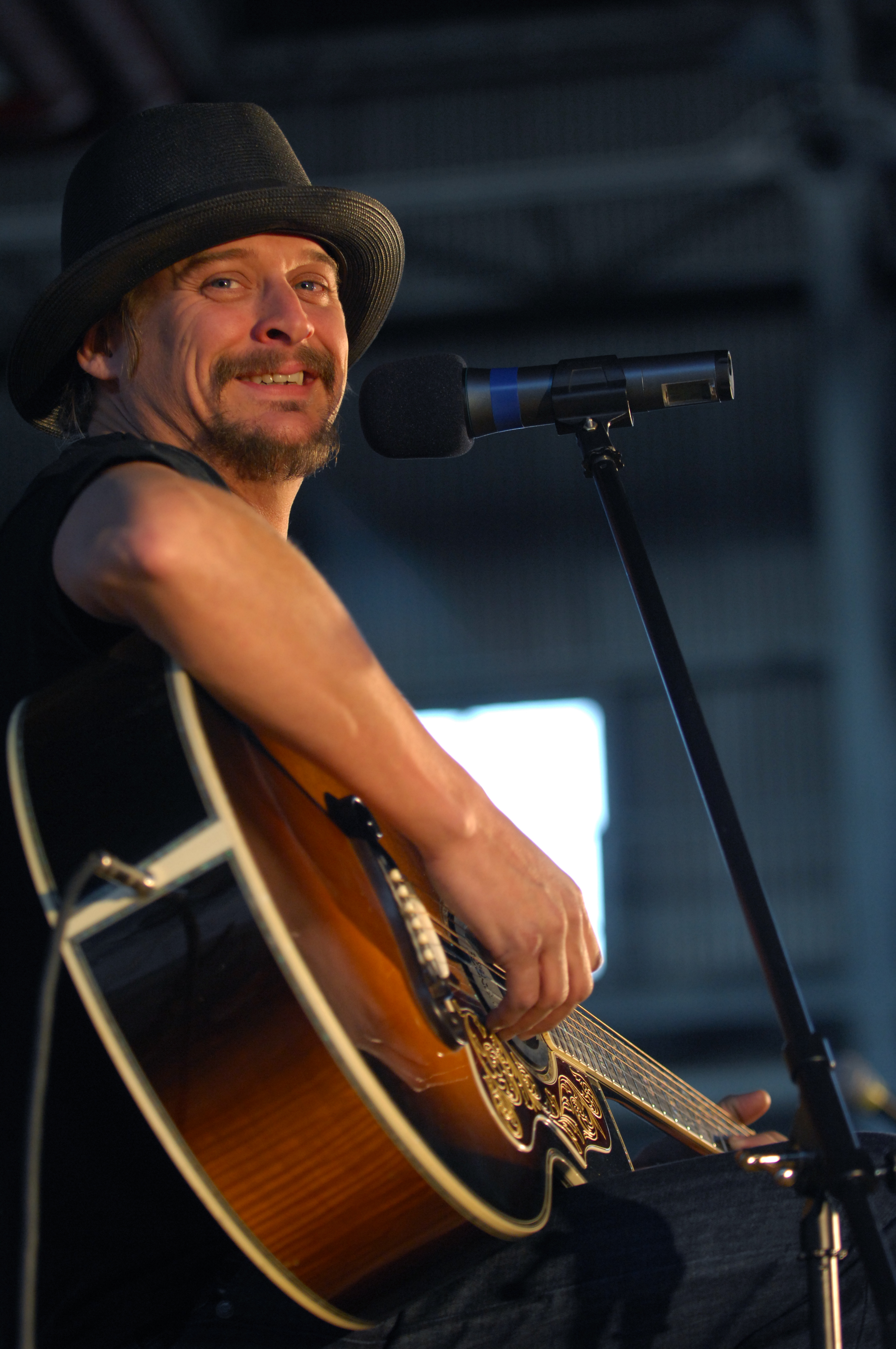
Kid Rock.

Kid Rock & The Twisted Brown Trucker Band is een rapcore-band die in 1994 ontstond rond Robert Ritchie (Kid Rock).

## Huidige leden
- Robert James 'Kid Rock' Ritchie - zang
- Kenny Tudrick - gitaar
- Jason Krause - gitaar
- Jimmie Bones - keyboard
- Stephanie Eulinberg - drums & percussion
- Aaron Julison - basgitaar
- Freddie 'Paradime' Beauregard - draaitafels

## Vroegere leden
- Uncle Kracker - zang
- Joseph Calleja (beter gekend als Joe-C) - zang

## Discografie

### Studioalbums
| Releasedatum     | Titel                         | 'Billboard Peak' | Aantal verkocht |
| ---------------- | ----------------------------- | ---------------- | --------------- |
| 28 februari 2006 | Live Trucker                  | 12               | 300.000 +       |
| 11 november 2003 | Kid Rock                      | 8                | 2× Platinum     |
| 20 november 2001 | Cocky                         | 3                | 5 × Platinum    |
| 30 mei 2000      | The History of Rock           | 3                | 3 × Platinum    |
| 18 augustus 1998 | Devil Without a Cause         | 4                | 11 × Platinum   |
| 30 mei 1997      | The Polyfuze Method Revisited |                  | 100.000 +       |
| 9 januari 1996   | Early Morning Stoned Pimp     |                  | 200.000 +       |
| 1 januari 1994   | Fire It Up ! (EP)             |                  | 100.000 +       |

### Singles
| Jaar | Titel                                       | US Hot 100 | U.S. Mainstream Rock | US Modern Rock | Hot Country Singles & Tracks | Adult Contemporary | Album                          |
| ---- | ------------------------------------------- | ---------- | -------------------- | -------------- | ---------------------------- | ------------------ | ------------------------------ |
| 2006 | Son Of Detroit (Live)                       | -          | No 32                | -              | -                            | -                  | 'Live' Trucker                 |
| 2006 | Cowboy (Live)                               | -          | No 49                | -              | -                            | -                  | 'Live' Trucker                 |
| 2006 | Bawitdaba (Live)                            | -          | No 65                | -              | -                            | -                  | 'Live' Trucker                 |
| 2004 | I Am                                        | -          | No 28                | -              | -                            | -                  | Kid Rock                       |
| 2004 | Jackson, Mississippi                        | -          | No 14                | -              | -                            | -                  | Kid Rock                       |
| 2004 | Cold And Empty                              | -          | -                    | -              | -                            | No 20              | Kid Rock                       |
| 2004 | Single Father                               | -          | -                    | -              | No 50                        | -                  | Kid Rock                       |
| 2003 | Feel Like Makin' Love                       | -          | No 33                | -              | -                            | -                  | Kid Rock                       |
| 2002 | Picture (met Sheryl Crow)                   | No 4       | -                    | -              | No 21                        | No 2               | Cocky                          |
| 2002 | Lonely Road of Faith                        | -          | No 15                | -              | -                            | -                  | Cocky                          |
| 2002 | You Never Met a Mother Fucker Quite Like Me | -          | No 32                | -              | -                            | -                  | Cocky                          |
| 2001 | Forever                                     | -          | No 18                | No 21          | -                            | -                  | Cocky                          |
| 2000 | American Bad Ass                            | -          | No 20                | No 33          | -                            | -                  | The History of Rock            |
| 2000 | Only God Knows Why                          | No 19      | No 5                 | No 13          | -                            | No 23              | Devil Without a Cause          |
| 2000 | Wasting Time                                | -          | No 35                | -              | -                            | -                  | Devil Without a Cause          |
| 1999 | Bawitdaba                                   | -          | No 11                | No 10          |                              |                    | Devil Without a Cause          |
| 1999 | Cowboy                                      | No 82      | No 10                | No 5           | -                            | -                  | Devil Without a Cause          |
| 1999 | I Am The Bullgod                            | -          | No 31                | -              | -                            | -                  | Devil Without a Cause          |
| 1998 | Welcome 2 The Party (ode 2 The Old School)  | -          | -                    | -              | -                            | -                  | Devil Without a Cause          |
| 1994 | Prodigal Son                                | -          | -                    | -              | -                            | -                  | Fire It Up                     |
| 1994 | My Oedipus Complex                          | -          | -                    | -              | -                            | -                  | Fire It Up                     |
| 1993 | U Don't Know Me                             | -          | -                    | -              | -                            | -                  | The Polyfuze Method            |
| 1992 | Back From The Dead                          | -          | -                    | -              | -                            | -                  | The Polyfuze Method            |
| 1991 | Yo Da Lin In The Valley                     | -          | -                    | -              | -                            | -                  | Grits Sandwiches For Breakfast |